# Vlas Jakovlevič Čubar'
Vlas Jakovlevič Čubar' (in russo Влас Яковлевич Чубарь?; Fedorivka, 22 febbraio 1891, 10 febbraio del calendario giuliano – Mosca, 26 febbraio 1939) è stato un politico sovietico.

## Biografia
Nato nel Governatorato di Ekaterinoslav, fu membro del Partito Operaio Socialdemocratico Russo dal 1907. Nel 1912 fu arrestato dalla polizia zarista, mentre nel 1915 combatté nell'Esercito russo durante la prima guerra mondiale. Nel 1917 fece parte del Comitato militare-rivoluzionario di Pietrogrado. Dopo la Rivoluzione d'ottobre rivestì ruoli di rilievo nel Partito Comunista dell'Ucraina e fu Presidente del Consiglio dei commissari del popolo della RSS Ucraina dal 1923 al 1934. Fu inoltre nel Comitato Centrale del Partito Comunista di tutta l'Unione dal 1921 al 1938, membro del Politburo dal 1935 e Commissario del popolo dell'URSS per le finanze dal 1937. Nel 1938 fu arrestato e nel febbraio successivo giustiziato nell'ambito delle Grandi purghe.